# NGC 7339
NGC 7339 is een balkspiraalstelsel in het sterrenbeeld Pegasus. Het hemelobject werd op 19 september 1784 ontdekt door de Duits-Britse astronoom William Herschel.

## Synoniemen
- UGC 12122
- MCG 4-53-9
- ZWG 474.13
- KCPG 570B
- PGC 69364